# Naturschutzgebiet Auf dem Saal
Koordinaten: 51° 14′ 21″ N, 7° 57′ 17″ O

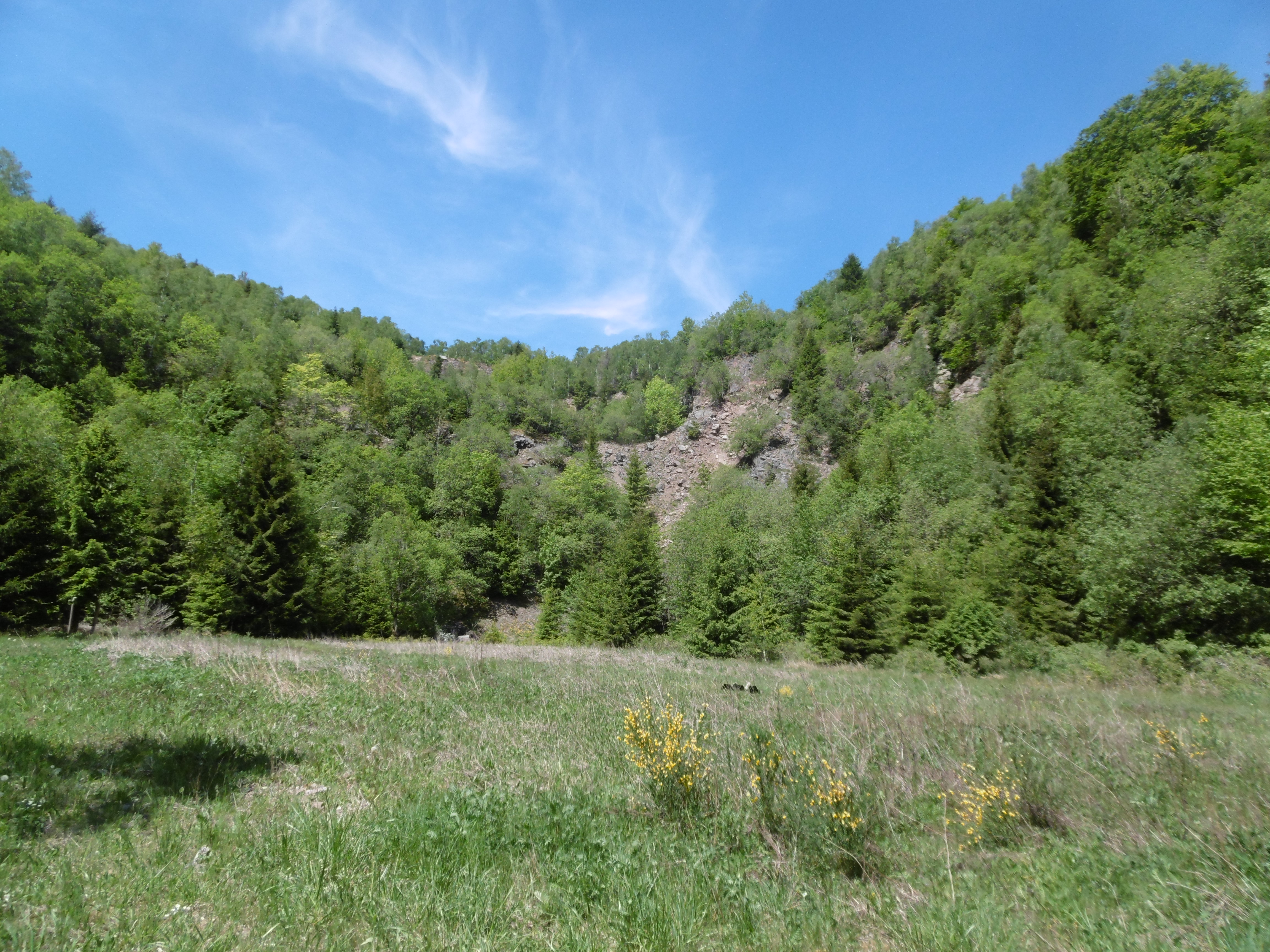
Naturschutzgebiet Auf dem Saal

Das Naturschutzgebiet Auf dem Saal mit 6,1 ha Flächengröße liegt südöstlich vom Weiler Saal bzw. Hagen im Stadtgebiet von Sundern und im Hochsauerlandkreis. Das Gebiet wurde 2019 mit dem Landschaftsplan Sundern durch den Kreistag des Hochsauerlandkreises als Naturschutzgebiet (NSG) ausgewiesen. Ab 1993 war das Gebiet als Teils vom Landschaftsschutzgebiet Sundern ausgewiesen. Das NSG geht bis an die Stadt- und Kreisgrenze. Die Umgebung gehört aktuell zum Landschaftsschutzgebiet Sundern. Die L 687 läuft mitten durch den Steinbruchbereich, liegt aber bereits im Kreis Olpe bzw. im Stadtgebiet von Finnentrop.

## Beschreibung
Beim NSG handelt es sich um den nördlichen Teil des, an einem ausgesprochen steilen, südexponierten Berghang gelegenen, stillgelegten ehemaligen Sandsteinbruch Auf dem Saal. Die südliche Hälfte des Steinbruchs liegt im Kreis Olpe. Der Steinbruchteil im HSK gliedert sich in mehrere, terrassenartig übereinander liegende Plateaus. Dazwischen erstrecken sich anthropogene, mitunter moos- und flechtenreiche Blockschutthalden, die ebenfalls zunehmend v. a. mit Birke zuwachsen. Die weitaus größten Bereiche des Steinbruchs haben sich bereits zu artenreichen Vorwaldstadien entwickelt.
Zum Wert des NSG führt der Landschaftsplan auf: „Insgesamt handelt es sich um einen sehr strukturreichen Sekundärlebensraum, der seltenen Tier- und Pflanzenarten Lebensstätte geworden ist. Der charakteristische geologische Aufschluss zeigt stellenweise Sedimentstrukturen und ist teils fossilführend.“

## Schutzzweck
Laut Landschaftsplan erfolgte die Ausweisung:
- „Schutz, Erhaltung und Entwicklung eines aufgelassenen Steinbruchs als Trittsteinbiotop und Refugiallebensraum sowie aus geologischen Gründen;“
- „Das NSG dient auch der nachhaltigen Sicherung von Vorkommen seltener Tier- und Pflanzenarten.“[1]

## Verbote und Gebote
Für das NSG wurden ein spezielles Verbot und zwei Gebote erlassen. Im NSG ist Klettern verboten.
Die Gebote lauten „Abflugrampen für Hängegleiter oder sonstige Fluggeräte sind zurückzubauen und Müllablagerungen sind zu entfernen.“

## Entwicklungsmaßnahme
Im Landschaftsplan wurde als zusätzliche Entwicklungsmaßnahme für das NSG festgeschrieben:
„Aufkommender Gehölzbewuchs ist im Bereich der Blockschutthalden und der staunassen Bereiche der Sohlenflächen zu entfernen (§ 26 LG).“